# Paolo Mazza
|  | No s'ha de confondre amb Paolo Mazza (futbolista). |

Paolo Mazza (21 de juliol de 1901 - 31 de desembre de 1981) fou un futbolista i entrenador de futbol italià.
La seva tasca més destacada fou la d'entrenador. Dirigí, juntament amb Giovanni Ferrari la selecció italiana a la Copa del Món de futbol de 1962. També destacà com a entrenador i director esportiu al club SPAL de Ferrara.